# Temelucha falcata
Temelucha falcata är en stekelart som beskrevs av Dasch 1979. Temelucha falcata ingår i släktet Temelucha och familjen brokparasitsteklar. Inga underarter finns listade i Catalogue of Life.